# Omaha (indfødte amerikanere)
 For alternative betydninger, se Omaha (flertydig). (Se også artikler, som begynder med Omaha)
Omaha er en nordamerikansk indianerstamme i Omaha Reservation, der hovedsageligt ligger på vestbredden af Missouri River i Nebraska, men som strækker sig over floden østpå og lidt ind i Iowa. Reservatet ligger i hjertet af stammens traditionelle prærieområde. Omahaerne slap for at følge nabostammer som pawnee og ponca til Indianerterritoriet (Oklahoma) i 1870erne efter pres fra hvide nybyggere.:33 
Omahaernes sprog hører til i den siouanske gruppe, og stammens dialekt betegnes dhegiha-siouan (ses stavet på flere måder).:273 
Frem til sidst i 1800-tallet boede omahaerne det meste af året i byer af jordhytter med marker tilsået med majs og andre afgrøder i nærtliggende floddale. Under stammens årlig bisonjagt flere hundrede kilometer omkring på prærien levede folkene i tipier.:275  Skindteltene blev rejst i en lejrcirkel med en bestemt plads til hver af stammens ti klaner og disses underklaner.:137  Fem af klanerne tilhørte stammens Sky division (himmel-divison), og deres tipier dannede den nordlige halvdel af lejrcirklens omkreds. Den sydlige bue i lejrcirklen blev formet af tipierne stillet op af klanerne i den anden af stammens to divisioner, the Earth division (jord-divisionen).:138 
Stammen anerkendte to øverste høvdinge, hvilket var i tråd med omahaernes grundsyn på universet som bestående og aktivt takket være et samspil mellem to egenartede kræfter.:207  De to øverste høvding sad i et stammeråd med i alt syv faste høvdinge. Høvdingene beholdt pladsen i rådet, til de enten selv trådte tilbage eller afgik ved døden.:208  Et varierende antal underhøvdinge deltog i rådsmøderne. En af dem trådte ind i de syv høvdinges råd efter fastlagte regler, når en tom plads skulle udfyldes.:202 
Omahaerne udkæmpede til tider kampe med både ponca-, oto-, pawnee- og cheyenne-indianere,:87  mens hovedfjenderne i 1800-tallet var forskellige siouxer.:100  Omahaerne har aldrig ligget i krig med de hvide, hverken franskmænd, englændere eller amerikanere.:612 

## Historie

### 1700-tals historie
Omahaernes tid på prærien omkring Missouri River begyndte i starten af 1700-tallet. Som en del af en større stamme nåede de området efter en generationer-lang folkevandring fra Illinois, hvorunder skaren splittede sig op i fem selvstændige stammer. Omahaerne stod tilbage som den sidst dannede stamme, efter at ponca-klanen havde løsrevet sig fra fællesskabet med de øvrige klaner; de første udbrydere fra stamgruppen var quapaw-, osage- og kansa-stammen.:275-276  (Om folkevandringen: Se Ponca (indfødte amerikanere)).
Mens omahaerne og poncaerne stadig var én gruppe, fandt de arikara-indianernes byer af jordhytter på vestsiden af Missouri River. Trods omahaernes fjendtlige indstilling lærte arikaraerne de nysankomne at bygge jordhytter:75  og måske introducerede de dem også for majsplanten.:78  I sidste ende fordrev omahaerne og poncaerne arikaraerne:75  og gjorde landområdet langs Missouri River mellem Platte River i Nebraska og White River i South Dakota til deres.:Plate 21 
Pawneerne i byer længere vestpå bekrigede de fremmede, som de pludselig fandt på stammens jagtmarker.:55  Omahaerne så dog situationen lige omvendt og slog tilbage.:88  Langsomt opstod der en vis harmoni mellem stammerne, om end skrøbelig, så de i visse år 
gennemførte fællesjagter efter bisoner på prærien.:89 
Den største omaha-by fra cirka 1775 til 1845 var Big Village eller Large Village, der lå ved Omaha Creek.:475 

### 1800-tals historie
Omahaerne var ude på prærien både i 1804 og 1806, da Lewis og Clark-ekspeditionen lagde til i nærheden af Large Village og fandt den forladt.:29 og 235 
I 1815 indgik omahaerne og USA den første traktat. Den skulle stoppe enhver indflydelse blandt omahaerne fra engelske handelsfolk, hvis disse i det hele taget prøvede at påvirke stammen. I både denne traktat og den næste indgået i 1825 staves stammens navn som ”maha”.:622  I en række traktater og aftaler fra og med 1830 og frem til 1874 afstod stammen enorme landområder til USA både øst og vest for Missouri River. I 1865 blev lidt af det gamle omaha-land lige nord for omaha-reservatet omdannet til reservat for winnebagoerne, som oprindeligt havde holdt til i Minnesota.:623 
Omahaerne kom forholdsvis let gennem en koppe-epidemi i 1837,:622  idet mange havde taget mod et tilbud fra USA om at blive vaccineret i sommeren 1832.:21 
Gennem 1840erne udkæmpede omahaerne og forskellige siouxer flere store slag. En gruppe santee- og yankton-siouxer tilføjede stammen et alvorligt nederlag i 1846. Omahaerne navngav kamppladsen i Burt county ”Stedet hvor Village Maker blev angrebet” efter høvdingen i lejren.:100  Sammenstødene mellem de to stammer stilnede først af sidst i 1860erne.:119 
Omahaernes fremtrædende høvding Big Elk, der havde besøgt Washington D.C. i 1821:92  og været med til at indgå nogle af sit folks traktater med USA, døde i 1853.:83 
Stammen foretog sin sidste bisonjagt i 1876; fra da af var bisonen næsten udryddet.:634 
I 1882 lykkedes det stammen at få omaha-reservatet inddelt i individuelt ejede jordlodder; håbet var, at det så ville være sværere for USA at tvangsforflytte dem til Indianer-territoriet, som det var sket med poncaerne. Fem år senere vedtog USA en lov, hvorved indianere med skøde på deres jord og ejendom automatisk fik amerikansk statsborgerskab.:624 